# محمد ناصر الدين الألباني
الإمام والمحدث أبو عبد الرحمن محمد بن الحاج نوح بن نجاتي بن آدم الأشقودري الألباني الأرنؤوطيّ المعروف باسم محمد ناصر الدين الألباني (1914 - 1999) عالم في شؤون الحديث ويُعَدُّ من علماء الحديث ذوي الشهرة في العصر الحديث. له الكثير من الكتب والمصنفات في علم الحديث وغيره، وأشهرها سلسلة الأحاديث الصحيحة، وسلسلة الأحاديث الضعيفة، وصحيح الجامع الصغير وزيادته، وضعيف الجامع الصغير وزيادته، وصفة صلاة النبي.
زار الكثير من الدول للتدريس وإلقاء المحاضرات، منها السعودية وقطر والكويت، ومصر، والإمارات، وإسبانيا، وإنجلترا، وألمانيا وأستراليا ولبنان. وتخصص الألباني في مجال الحديث النبوي وعلومه وتتلمذ على يديه كثير من الطلبة، ومنهم من غدا من باحثي الدراسات الإسلامية بعد ذلك، وله أكثر من 300 مؤلف بين تأليف وتخريج وتحقيق وتعليق. كما تعرض للاعتقال مرتين إحداها قبل عام 1967 لمدة شهر في قلعة دمشق وهي نفس القلعة التي اعتقل فيها ابن تيمية، بعدها انتقل من دمشق إلى عمان بالأردن وأقام هناك حتى وفاته.
منح جائزة الملك فيصل العالمية للدراسات الإسلامية لعام 1419 هـ الموافق 1999م وموضوعها الجهود العلمية التي عنيت بالحديث النبوي تحقيقاً وتخريجاً ودراسة لمحمد ناصر الدين الألباني تقديرًا لجهوده القيمة في خدمة الحديث النبوي تخريجًا وتحقيقًا ودراسة وذلك في كتبه التي تربو على المئة. يراه البعض كأحد مجددي الإسلام في زمانه.

## النشأة
ولد محمد ناصر الدين الألباني عام 1333هـ 1914م في أشقودرة العاصمة القديمة لألبانيا، درس والده الشريعة في إسطنبول وعاد إلى بلده وأصبح أحد كبار علماء المذهب الحنفي هناك، لكنه اختلف مع توجهات الملك أحمد زوغو الغربية بعد منعه النساء من ارتداء النقاب، فهاجر هو وأسرته إلى دمشق ومعه ابنه محمد.
أتم خلالها الألباني دراسته الابتدائية في مدرسة الإسعاف الخيري في دمشق بتفوق، ونظراً لرأي والده الخاص في المدارس النظامية من الناحية الدينية، قرر عدم إكمال ابنه الدراسة النظامية ووضع له منهجاً علمياً مركزاً قام من خلاله بتعليمه القرآن الكريم والتجويد والنحو والصرف وفقه المذهب الحنفي، واستطاع الألباني ختم حفظ القرآن على يد والده برواية حفص عن عاصم ومن الكتب التي درسها له كتاب مختصر القدوري في فقه الأحناف، كما درس على الشيخ سعيد البرهاني مراقي الفلاح في الفقه الحنفي وبعض كتب اللغة والبلاغة. كما أخذ الألباني عن أبيه مهنة إصلاح الساعات فأجادها حتى صار من أصحاب الشهرة فيها، وأخذ يتكسب رزقه منها، وقد وفرت له هذه المهنة وقتاً جيداً للمطالعة والدراسة، وهيأت له هجرته للشام معرفة باللغة العربية والاطلاع على العلوم الشرعية من مصادره الأصلية.

## التعليم

### دراسته للحديث
على الرغم من توجيه والده المنهجي له بتقليد المذهب الحنفي وتحذيره الشديد من الاشتغال بعلم الحديث، فقد أخذ يتوجه نحو البحث عن الدليل واتباع السنة واشتغل بعلم الحديث، فتعلم الحديث النبوي في نحو العشرين من عمره متأثرًا بأبحاث مجلة المنار التي كان يصدرها محمد رشيد رضا، وكان أول عمل حديثي قام به هو نسخ كتاب المغني عن حمل الأسفار في تخريج ما في الإحياء من الأخبار للحافظ العراقي مع التعليق عليه.
كان ذلك العمل بداية للألباني إذا أصبح الاهتمام بالحديث وعلومه شغله، فأصبح معروفًا بذلك في الأوساط العلمية بدمشق، حتى إن إدارة المكتبة الظاهرية بدمشق خصصت غرفة خاصة له ليقوم فيها بأبحاثه، بالإضافة إلى منحه نسخة من مفتاح المكتبة ليدخلها وقت ما شاء، أما عن التأليف والتصنيف، فقد ابتدأهما في العقد الثاني من عمره، وكان من أول مؤلفاته كتاب تحذير الساجد من اتخاذ القبور مساجد وهو مطبوع مرارًا، ومن أوائل تخاريجه الحديثية المنهجية أيضًا كتاب الروض النضير في ترتيب وتخريج معجم الطبراني الصغير ولا يزال مخطوطًا. وبعد فترة بدأ في إعطاء درسين أسبوعياً في العقيدة والفقه والأصول وعلم الحديث، وكان يحضر دروسه طلبة وأساتذة الجامعة، كما بدأ ينظم رحلات شهرية للدعوة في مختلف مدن سوريا والأردن، وحصل على إجازة من محمد راغب الطباخ لتدريس أحد كتب علم الحديث، كما اختارته الجامعة الإسلامية في المدينة لتدريس علوم الحديث لثلاث سنوات -من 1381 حتى 1383 هـ- وبعدها عاد إلى دمشق لاستكمال دراسته للحديث وعمله في المكتبة الظاهرية، إذ ترك محلّه لأحد أخوته.

### مشايخه
كان أهم معلم وشيخ للألباني هو والده لكن وممن درس عليهم في صغره أيضًا صديق والده محمد سعيد البرهاني حيث درس عليه كتاب مراقي الفلاح في الفقه الحنفي وكتاب شذور الذهب في النحو، وبعض كتب البلاغة المعاصرة، وكان يحضر دروس محمد بهجة البيطار (عالم الشام) مع بعض أساتذة المجمع بدمشق.

## اعتقاله
في أوائل 1960 كان الألباني مراقبًا من قبل الحكومة في سوريا، مع العلم أنه كان بعيدًا عن السياسة، وقد سبب ذلك نوعًا من الإعاقة له. فقد تعرض للاعتقال مرتين الأولى كانت قبل عام 1967 حيث اعتقل لمدة شهر في قلعة دمشق وهي نفس القلعة التي اعتقل فيها ابن تيمية وعندما قامت حرب 1967 رأت الحكومة أن تفرج عن جميع المعتقلين السياسيين، فأفرج عنه، لكن بعدما اشتدت الحرب أعيد الألباني إلى المعتقل مرة ثانية، ولكن هذه المرة في سجن الحسكة شمال شرق سوريا، وقد قضى فيه ثمانية أشهر، وخلال هذه الفترة حقق مختصر صحيح مسلم للحافظ المنذري واجتمع مع شخصيات كثيرة في المعتقل إلى أن استقبلته الأردن.

## أعماله وانجازاته
كان للألباني أعمال وخدمات عديدة منها: اختارته كلية الشريعة في جامعة دمشق ليقوم بتخريج أحاديث البيوع الخاصة بموسوعة الفقه الإسلامي، التي عزمت الجامعة على إصدارها عام 1955، اختير عضوًا في لجنة الحديث، التي شكلت في عهد الوحدة بين مصر وسوريا، للإشراف على نشر كتب السنة وتحقيقها. طلبت إليه الجامعة السلفية في بنارس - الهند - أن يتولى مشيخة الحديث، فاعتذر عن ذلك لصعوبة اصطحاب الأهل والأولاد بسبب الحرب بين الهند وباكستان آنذاك. طلب إليه حسن بن عبد الله آل الشيخ وزير المعارف في المملكة العربية السعودية عام 1388 أن يتولى الإشراف على قسم الدراسات الإسلامية العليا في جامعة مكة، وقد حالت الظروف دون تحقيق ذلك.
كما اختير عضوًا للمجلس الأعلى للجامعة الإسلامية بالمدينة المنورة من عام 1395 هـ إلى 1398 هـ. قدمت له دعوة من اتحاد الطلبة المسلمين في إسبانيا، وألقى محاضرة مهمة طبعت فيما بعد بعنوان الحديث حجة بنفسه في العقائد والأحكام. زار قطر وألقى فيها محاضرة بعنوان منزلة السنة في الإسلام. انتدب من عبد العزيز بن باز رئيس إدارة البحوث العلمية والإفتاء للدعوة في مصر والمغرب وبريطانيا للدعوة إلى التوحيد والاعتصام بالكتاب والسنة والمنهج الإسلامي الحق، كما دعي إلى عدة مؤتمرات، حضر بعضها واعتذر عن كثير بسبب انشغالاته العلمية الكثيرة. زار الكويت والإمارات وألقى فيهما محاضرات عديدة، وزار أيضاً عددًا من دول أوروبا، والتقى فيها بالجاليات الإسلامية والطلبة المسلمين، وألقى دروسًا علمية هناك.
للألباني مؤلفات وتحقيقات، ربت على المئة، وترجم كثير منها إلى لغات مختلفة، وطبع أكثرها طبعات متعددة ومن أبرزها، إرواء الغليل في تخريج أحاديث منار السبيل، وسلسلة الأحاديث الصحيحة وشيء من فقهها وفوائدها، سلسلة الأحاديث الضعيفة والموضوعة وأثرها السيئ في الأمة، وصفة صلاة النبي من التكبير إلى التسليم كأنك تراها، أحكام الجنائز، آداب الزفاف، أداء ما وجب في بيان وضع الوضاعين في رجب، الإسراء والمعراج، الآيات البينات في عدم سماع الأموات، التوسل، تحذير الساجد من اتخاذ القبور مساجد، حكم تارك الصلاة، حجة النبي، صلاة التراويح، خطبة الحاجة، تخريج أحاديث فضائل الشام ودمشق، فتنة التكفير، فقه الواقع، نصب المجانيق، وغيرها.

## وفاته
توفي الألباني قبيل يوم السبت في الثاني والعشرين من جمادى الآخرة 1420هـ الموافق الثاني من أكتوبر 1999 في مدينة عمان عاصمة الأردن في حي ماركا الجنوبية، ودفن بعد صلاة العشاء، وعجل بدفنه لأمرين اثنين الأول: تنفيذ وصيته كما أمر، الثاني: الأيام التي حصل فيها موته والتي تلت هذه الأيام كانت شديدة الحرارة، فخشي أنه لو تأخر بدفنه أن تقع بعض الأضرار أو المفاسد على الناس الذين يأتون لتشييع جنازته فلذلك أوثر أن يكون دفنه سريعًا، بالرغم من عدم إعلام أحد عن وفاته إلا المقربين منهم حتى يعينوا على تجهيزه ودفنه بالإضافة إلى قصر الفترة ما بين وفاته ودفنه، إلا أن الآف المصلين قد حضروا صلاة جنازته حيث تداعى الناس بأن يعلم كل منهم أخاه.

### وصيته الأخيرة
| محمد ناصر الدين الألباني | أوصي زوجتي وأولادي وأصدقائي وكل محب لي إذا بلغه وفاتي أن يدعو لي بالمغفرة والرحمة، أولاً: وألا يبكوا علي نياحة أو بصوت مرتفع. وثانيًا: أن يعجلوا بدفني، ولا يخبروا من أقاربي وإخواني إلا بقدر ما يحصل بهم واجب تجهيزي، وأن يتولى غسلي (عزت خضر أبو عبد الله) جاري وصديقي المخلص، ومن يختاره -هو- لإعانته على ذلك. وثالثًا: اختار الدفن في أقرب مكان، لكي لا يضطر من يحمل جنازتي إلى وضعها في السيارة، وبالتالي يركب المشيعون سياراتهم، وأن يكون القبر في مقبره قديمة يغلب على الظن أنها سوف لا تنبش... وعلى من كان في البلد الذي أموت فيه ألا يخبروا من كان خارجها من أولادي -فضلاً عن غيرهم- إلا بعد تشييعي، حتى لا تتغلب العواطف، وتعمل عملها، فيكون ذلك سببًا لتأخير جنازتي. سائلاً المولى أن ألقاه وقد غفر لي ذنوبي ما قدمت وما أخرت.. وأوصي بمكتبتي -كلها- سواء ما كان منها مطبوعًا، أو تصويرًا، أو مخطوطًا -بخطي أو بخط غيري- لمكتبة الجامعة الإسلامية في المدينة المنورة، لأن لي فيها ذكريات حسنة في الدعوة للكتاب والسنة، وعلى منهج السلف الصالح -يوم كنت مدرسًا فيها-. راجيًا من الله أن ينفع بها روادها، كما نفع بصاحبها - يومئذ - طلابها، وأن ينفعني بهم وبإخلاصهم ودعواتهم. (رب أوزعني أن أشكر نعمتك التي أنعمت علي وعلى والدي وأن أعمل صالحًا ترضاه وأصلح لي في ذريتي إني تبت إليك وإني من المسلمين). 27 جمادى الأول 1410 هـ. | محمد ناصر الدين الألباني |

## من مؤلفاته
1. سلسلة الأحاديث الصحيحة
2. سلسلة الأحاديث الضعيفة
3. صحيح وضعيف الترغيب والترهيب
4. تبويب وترتيب أحاديث الجامع الصغير وزيادته على أبواب الفقه
5. صحيح وضعيف الجامع الصغير وزيادته
6. التعليقات الحسان على صحيح ابن حبان
7. إرواء الغليل في تخرج أحاديث منار السبيل
8. صحيح الأدب المفرد
9. ضعيف الأدب المفرد
10. تمام المنة في التعليق على فقه السنة
11. الثمر المستطاب في فقه السنة والكتاب
12. التوحيد أولاً يا دعاة الإسلام.
13. فضل الصلاة على النبي.
14. صفة صلاة النبي صلى الله عليه وسلم
15. فتنة التكفير.
16. تحذير الساجد من اتخاذ القبور مساجد
17. شرح العقيدة الطحاوية
18. تحقيق مختصر العلو للعلي الغفار لمحمد بن أحمد بن عثمان الذهبي
19. جلباب المرأة المسلمة
20. الرد المفحم، على من خالف العلماء وتشدد وتعصب، وألزم المرأة بستر وجهها وكفيها وأوجب، ولم يقتنع بقولهم: إنه سنة ومستحب
21. تحريم آلات الطرب
22. أحكام الجنائز
23. الكلم الطيب (ت: الألباني) (ط المكتب الإسلامي)
24. العبودية (ت الألباني)
25. كيف يجب علينا أن نفسر القرآن الكريم
26. رياض الصالحين (ت: الألباني، ط 1412)
27. صلاة التراويح (ط. المعارف)
28. صلاة العيدين في المصلى هي السنة
29. مناسك الحج والعمرة في الكتاب والسنة وآثار السلف وسرد ما ألحق الناس بها من بدع
30. تصحيح حديث إفطار الصائم قبل سفره بعد الفجر والرد على من ضعفه
31. صلاة التراويح
32. قيام رمضان فضله وكيفية أدائه ومشروعية الجماعة فيه ومعه بحث قيم عن الاعتكاف
33. الصراط المستقيم رسالة فيما قرره الثقات الأثبات في ليلة النصف من شعبان (ت: الألباني)
34. صحيح السيرة النبوية
35. الرد على الجهمية (ت: الشاويش والألباني)
36. الحديث النبوي مصطلحه بلاغته كتبه (ت: الألباني)
37. حجاب المرأة المسلمة ولباسها في الصلاة (ت: الألباني)
38. الرد على التعقيب الحثيث للشيخ عبد الله الحبشي
39. تأسيس الأحكام على ما صح عن خير الأنام بشرح أحاديث عمدة الأحكام (ت: الألباني)
40. تخريج أحاديث فضائل الشام ودمشق ودمشق للربعي، ومعه مناقب الشام وأهله (ط. المكتب الإسلامي)
41. المصطلحات الأربعة في القرآن (ت: الألباني)
42. المرأة المسلمة (ت: الألباني)
43. كتاب العلم (ت: الألباني) (ط. المعارف)
44. تحذير الساجد من اتخاذ القبور مساجد (ط. المعارف)
45. صوت العرب تسأل ومحدث الشام الشيخ محمد ناصر الدين الألباني يجيب
46. الآيات البينات في عدم سماع الأموات على مذهب الحنفية السادات (ت: الألباني) (ط. المكتب الإسلامي)
47. هداية الرواة إلى تخريج أحاديث المصابيح والمشكاة
48. التوسل أنواعه وأحكامه
49. الاحتجاج بالقدر (ت: الألباني)
50. إزالة الشكوك عن حديث البروك
51. فضل الصلاة على النبي ﷺ (ت: الألباني)
52. أحكام الجنائز وبدعها (ط. المكتب الإسلامي)
53. ما دل عليه القرآن مما يعضد الهيئة الجديدة القويمة البرهان (ت: الألباني)
54. خطبة الحاجة التي كان رسول الله ﷺ يعلمها أصحابه (ط. المعارف)
55. تلخيص أحكام الجنائز
56. تلخيص صفة صلاة النبي صلى الله عليه وسلم
57. العقود (نظرية العقد) (ت: الفقي والألباني)
58. إغاثة اللهفان في مصائد الشيطان (ت: الألباني والحلبي)
59. إصلاح المساجد من البدع والعوائد (ط. المكتب الإسلامي) (ت: الألباني)
60. اقتضاء العلم العمل (ت: الألباني) (ط. المعارف)
61. القائد إلى تصحيح العقائد (ت: الألباني)
62. تحريم آلات الطرب أو الرد بالوحيين وأقوال أئمتنا على ابن حزم ومقلديه المبيحين للمعازف والغنا وعلى
63. التصفية والتربية وحاجة المسلمين إليهما
64. آداب الزفاف في السنة المطهرة
65. بداية السول في تفضيل الرسول ﷺ (ت: الألباني)
66. منزلة السنة في الإسلام وبيان أنه لا يستغنى عنها بالقرآن
67. صفة الفتوى والمفتي والمستفتي = صفة المفتي والمستفتي (ت: الألباني)
68. قصة المسيح الدجال ونزول عيسى  وقتله إياه على سياق رواية أبي إمامة
69. سؤال وجواب حول فقه الواقع
70. الإيمان (ت: الألباني)
71. صحيح موارد الظمآن إلى زوائد ابن حبان - ضعيف موارد الظمآن إلى زوائد ابن حبان
72. سبل السلام شرح بلوغ المرام من أدلة الأحكام (ت: الألباني)
73. حقيقة الصيام (ت: الألباني)
74. أداء ما وجب من بيان وضع الوضاعين في رجب
75. مساجلة علمية بين الإمامين الجليلين العز بن عبد السلام وابن الصلاح حول صلاة الرغائب - ت الألباني
76. كلمة الإخلاص وتحقيق معناها (ت: الألباني)
77. فقه السيرة (ت: الألباني)
78. رفع الأستار لإبطال أدلة القائلين بفناء النار (ت: الألباني)
79. حقوق النساء في الإسلام وحظهن من الإصلاح المحمدي العام (ت: الألباني)
80. من كنوز السنة - رسائل أربع (ط. دار الأرقم)
81. اقتضاء العلم العمل (ط. المكتب الإسلامي)
82. حجة النبي ﷺ كما رواها عنه جابر
83. مختصر الشمائل المحمدية
84. التنكيل بما في تأنيب الكوثري من الأباطيل
85. مختصر العلو للعلي الغفار (ت: الألباني)
86. صحيح سنن ابن ماجه (سنن ابن ماجة) - ضعيف سنن ابن ماجه
87. صحيح سنن أبي داود - ضعيف سنن أبي داود
88. صحيح سنن الترمذي - ضعيف سنن الترمذي
89. صحيح سنن النسائي - ضعيف سنن النسائي
90. المسح على الجوربين، ويليه: إتمام النصح في المسح على الجوربين
91. مشكاة المصابيح ويليه أجوبة الحافظ ابن حجر (ت: الألباني)
92. التعليقات الحسان على صحيح ابن حبان بترتيب ابن بلبان
93. غاية المرام في تخريج أحاديث الحلال والحرام
94. وجوب الأخذ بحديث الآحاد في العقيدة والرد على شبه المخالفين
95. تخريج أحاديث مشكلة الفقر وكيف عالجها الإسلام
96. مختصر صحيح البخاري
97. الذب الأحمد عن مسند الإمام أحمد
98. التعليقات الرضية على الروضة الندية
99. الأحاديث الصحيحة مرتبة على الأبواب الفقهية
100. مختصر صحيح مسلم
101. كتاب السنة ومعه ظلال الجنة في تخريج السنة
102. النصيحة بالتحذير من تخريب ابن عبد المنان لكتب الأئمة الرجيحة
103. دفاع عن الحديث النبوي والسيرة في الرد على البوطي في كتابه فقه السيرة
104. الأجوبة النافعة عن أسئلة لجنة مسجد الجامعة
105. الإسراء والمعراج وذكر أحاديثهما وتخريجها وبيان صحيحها من سقيمها
106. نقد نصوص حديثية في الثقافة العامة
107. قيام رمضان فضله وكيفية أدائه ومشروعية الجماعة فيه ومعه بحث قيم عن الاعتكاف
108. نصب المجانيق لنسف قصة الغرانيق (ط. المكتب الإسلامي)
109. تصحيح حديث إفطار الصائم قبل سفره بعد الفجر
110. إزالة الدهش والوله عن المتحير في صحة حديث ماء زمزم لما شرب له
111. الحديث حجة بنفسه في العقائد والأحكام
112. جلباب المرأة المسلمة

## قالوا عن الألباني
- قال الشَّيخ محمد بن صالح العثيمين: « فضيلة محدث الشام الشيخ الفاضل: محمد بن ناصر الدين الألباني، فالذي عرفته عن الشيخ من خلال اجتماعي به - وهو قليل - أنه حريص جداً على العمل بالسنة، ومحاربة البدعة سواء كانت في العقيدة أم في العمل. أما من خلال قراءتي لمؤلفاته فقد عرفت عنه ذلك، وأنه ذو علم جم في الحديث رواية ودراية، وأن الله قد نفع في كتبه كثيراً من الناس من حيث العلم ومن حيث المنهاج والاتجاه إلى علم الحديث، وهو ثمرة كبيرة للمسلمين، ولله الحمد. أما من حيث التحقيقات العلمية الحديثية فناهيك به على تساهل منه أحياناً في ترقية بعض الأحاديث إلى درجة لا تصل إليها من التحسين أو التصحيح وعدم ملاحظة ما يكون شاذ المتن مخالفاً لأحاديث كالجبال صحة ومطابقة لقواعد الشريعة، وعلى كل حال فالرجل طويل الباع واسع الاطلاع قوي الإقناع وكل يؤخذ من قوله ويترك سوى الله ورسوله. ونسأل الله أن يكثر من أمثاله في الأمة وأن يجعلنا وإياه من الهداة المهتدين والقادة المصلحين وأن يعلمنا ما ينفعنا وينفعنا بما علمنا إنه جواد كريم.[7]»
- قال الشَّيخ ربيع المدخلي: «ظُلِمَ هذا الرجلُ وما عرف حقه العربُ، رجلٌ ينقله الله من قلب أوروبا ويضعه في المكتبة الظاهرية أحسن مكتبة في الشرق ويعكف فيها ستين سنة ويقدِّم هذه الجهود العظيمة.» وقال أيضا:«عالم بارع في الحديث وعلومه والعلل وفي الفقه، فقيه النفس على طريقة السلف ولا يتكلم فيه إلاّ أهل الأهواء.»
- قال الشَّيخ عبد العزيز بن باز: «ما رأيت تحت أديم السماء عالماً بالحديث في العصر الحديث مثل محمد ناصر الدين الألباني).[8]»
- قال الشَّيخ مقبل بن هادي الوادعي: «إننا لا نزال نزداد علما بسبب كتب الشيخ.» وقال أيضاً:«لا يقدح في الشيخ ناصر الدين وفي علمه إلا مبتدع من ذوي الأهواء، فهم الذين يبغضون أهل السنة وينفرون عنهم.»
- قال الشَّيخ عبد العزيز آل الشيخ: «الشيخ ناصر الدين الألباني من خواص إخواننا الثقات المعروفين بالعلم والفضل والعناية بالحديث الشريف تصحيحاً وتضعيفاً.»
- قال الشَّيخ حافظ بن عبد الرحمن مدني - مدير جامعة لاهور -: «إن الشيخ قد ترك للأجيال ذخيرة لا يستغنى عنها.»
- قال الشَّيخ المفسر محمد الأمين الشنقيطي: قال عنه الشيخ عبد العزيز الهدة: «أن العلامة الشنقيطي يجل الشيخ الألباني إجلالاً غريباً، حتى إذا رآه ماراً وهو في درسه في الحرم المدني يقطع درسه قائماً ومسلماً عليه إجلالاً له.»
- قال الشَّيخ مفتي الديار محمد بن إبراهيم آل الشيخ: «ناصر الدين الألباني ـ وهو صاحب سنة ونصرة للحق ومصادمة لأهل الباطل، ولكن له بعض المسائل الشاذة.[9]»
- قال تلميذه الشيخ أبو إسحاق الحويني محدث الديار المصرية: « عندما رأيت الشيخ علمت أنه سقط سهواً من القرون الأول وذهبت عنده محباً للحديث فرجعت وأنا محب للسنة.»

### انتقادات على الألباني
- مفتي الديار محمد بن إبراهيم آل الشيخ أمر بفصل الألباني من الجامعة الإسلامية بالمدينة نتيجة اختلافه مع عدد من المدرسين في الجامعة.[10][يحتاج للعزو بالجزء والصفحة فليس النقل في الكتاب]
- حبيب الرحمن الأعظمي قال في كتاب له بعنوان الألباني أخطاؤه وشذوذه عن الألباني: «ولازم ذلك أنه والله لا يعرف ما يعرفه آحاد الطلبة الذين يشتغلون بدراسة الحديث في عامة مدارسنا. انتهى.[11]»
- مسفر بن غرم الله الدميني رئيس قسم السنة سابقاً ورئيس الدراسات العليا حالياً بكلية أصول الدين بالرياض قال عن الألباني بأنه:[يحتاج لمصدر فالمحاضرات الشفوية ليست مصدراً]«تساهل في تصحيح الأحاديث الموافقة لرأيه وتساهل كذلك في تضعيف الأحاديث المخالفة لرأيه.[12]»
- سفر الحوالي أستاذ ورئيس قسم العقيدة سابقاً في جامعة أم القرى قد قال عن عقيدة الألباني: «والمؤسف مع هذا أن الألباني أخذ بكلام أهل الإرجاء المحض من غير تفصيل.[13]»
- د. محمد أبو رحيم قد ألف كتاباً عن مخالفة عقيدة الألباني لعقيدة أهل السنة والجماعة عنوانه حقيقة الإيمان عند الألباني وقد أثنى على الكتاب وقدم له محمد أبو شقرة وقد ردّ على ذلك أحد تلاميذ الألباني وهو علي حسن عبد الحميد.[14]
- الشيخ المحدث حسن بن علي السقاف والذي أفرد مؤلفات كثيرة للرد على الألباني وشبهاته ومن أهمها كتاب قاموس شتائم الألباني وألفاظه المنكرة التي يطلقها في حق علماء الأمة وكتاب البراهين الناسفة للأنوار الكاسفة ردأ على كتاب الأنوار الكاشفة للألباني[15]

### كتب ودراسات عن حياته ومنهجه
قام بعض تلاميذ الألباني بكتابة كتب في ترجمته وسيرته وقصة حياته بعض هذه الكتب أُلِّف في حياته وبعد ذلك كان منهجه مجالاً لدراسات عديدة:
1. حياة الألباني وآثاره وثناء العلماء عليه، تأليف:محمد بن إبراهيم الشيباني
2. مع شيخنا ناصر السنة والدين (محمد ناصر الدين الألباني) مجدد القرن، ومحدِّث العصر، في شهور حياته الأخير، وضمن ذلك: ملخص سيرته، ونص وصيته، ومسرد مؤلفاته بقلم: علي الحلبي
3. ثبت مؤلفات الألباني.تأليف: عبد الله بن محمد الشمراني.الناشر: دار ابن الجوزي - الدمام
4. ترجمة موجزة لالشيخ الألباني تأليف: محمد عيد العباسي
5. جهود الإمام الألباني، ناصر السنة والدين، في بيان عقيدة السلف الصالحين، في الإيمان بالله رب العالمين تأليف: أحمد الجبوري
6. جهود الشيخ الألباني في الحديث رواية ودراية تأليف: عبد الرحمن بن محمد بن صالح العيزري، رسالة ماجستير من جامعة صنعاء، مكتبة الرشد
7. المنهج السلفي عند الشيخ الألباني، تأليف: عمرو عبد المنعم سليم، مكتبة الضياءطنطا - مصر
8. جهود الإمام الألباني في محاربة الرافضة وتفنيد أباطيلهم، جمع وإعداد أبي طلحة عمر بن إبراهيم، الدار الأثرية / عمان
9. آراء الإمام الألباني التربوية، تأليف: إياد بن محمد الشامي، تقديم وتعليق: الشيخ مشهور بن حسن، وأصل الكتاب رسالة ماجستير عن الجامعة الإسلامية بغزة
10. جهود الإمام الألباني في توحيد العبادة، تأليف : وليد سيف النصر، طبع دار منار التوحيد / المدينة النبوية
11. جامع تراث العلامة الألباني في العقيدة، تأليف : شادي بن محمد بن سالم آل نعمان توزيع: دار ابن عباس / مصر
12. نظم الفرائد مما في سلسلتي الألباني من فوائد  تأليف: عبد اللطيف ابي ربيع
13. الإمام الألباني مواقف ودروس وعبر تأليف: عبد العزيز بن محمد السدحان، دار التوحيد بالرياض
14. الثمر الداني في الذب عن الالباني. تاليف: أبو اسحاق الحويني
15. قطف الثمار بآخر ما حدث به شيخنا الألباني من أخبار صفحات بيضاء من حياة الإمام محمد ناصر الدين الألباني تاليف: عطية بن صدقي علي سالم عودة أبو أسماء المصري.[17]
16. حصول التهاني بالكتب المهداة إلى محدث الشام محمد الألباني تأليف: جمال عزون.[18]
17. تعطير الأنام بترجمة العلامة الإمام محمد ناصر الدين الألباني  تأليف: أبو عبد الله العياشي بن أعراب رحماني.[19]

## وصلات خارجية
- الموقع الإلكتروني للشيخ الألباني
- تقرير طريق الإسلام عن الشيخ الألباني
- رابط لكتب الألباني